# Hark
| Handhark |  | Hooihark |
| Handhark |  | Hooihark |

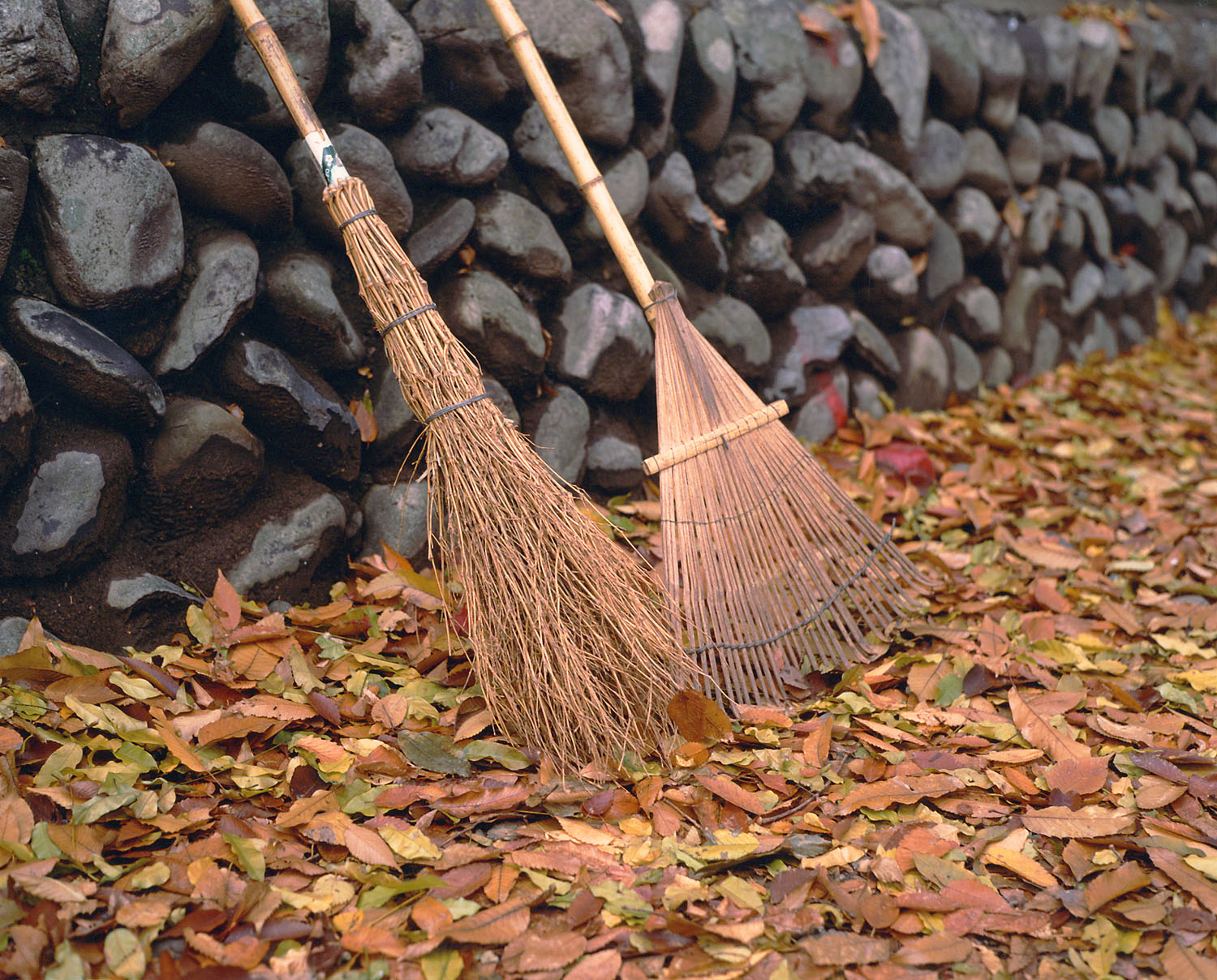
Bladhark (rechts)

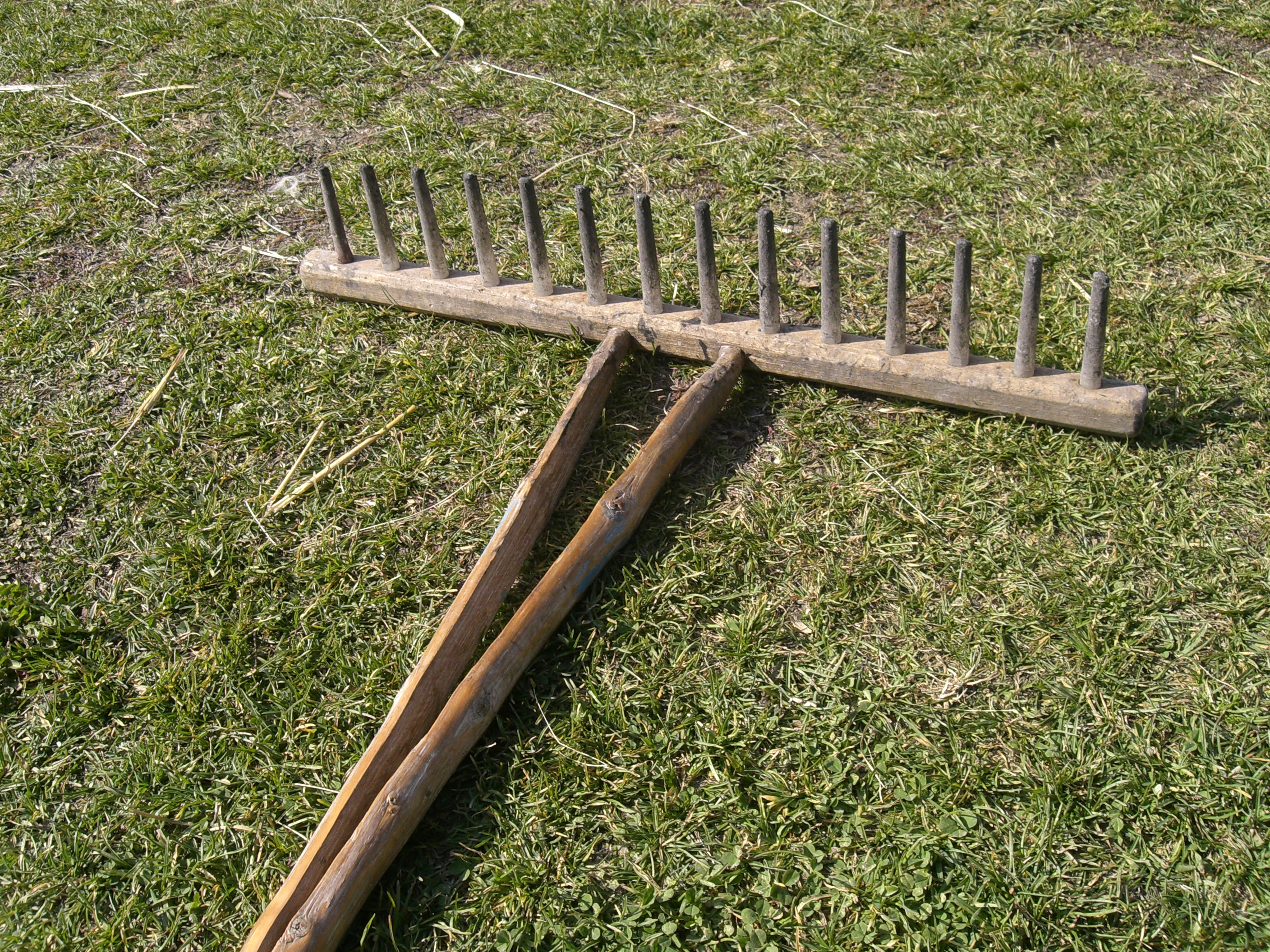
Houten hark

Een hark, raak, rakel, rijf of gritsel (Vlaams) is een stuk tuingereedschap dat gebruikt kan worden om een deel van de tuin dat al grof geëgaliseerd is fijner te egaliseren dat is vlak maken. Daarnaast kan een hark of bladhark gebruikt worden om bijvoorbeeld gevallen blad of afgemaaid gras te verzamelen.
Een hooihark of rijf heeft vaak een punt aan het uiteinde van de steel. Daarmee wordt de hark rechtop in de grond gezet. Een hark die in een groot hooiland op de grond wordt gelegd is immers niet makkelijk terug te vinden.
Wordt een hark op de grond gelegd, dan doet men dat steeds met de punten omlaag. Ligt een hark met de punten omhoog en trapt iemand erop, dan slaat de steel in zijn gezicht.

## Tuingereedschap
Er zijn verschillende soorten harken: harken met gebogen of rechte tanden, met dunne tanden die dicht bij elkaar zitten of grove tanden die ver uit elkaar staan. Deze laatste hark wordt ook wel een klauw genoemd.
Een hark of klauw kan ook in plaats van een eg gebruikt worden bij het zaaien. Vóór het zaaien door in de grond kleine voortjes te maken en na het zaaien om deze voortjes weer dicht te maken. Als de grond na het zaaien wordt dichtgelopen kan met de achterkant van de hark de grond weer oppervlakkig iets losgemaakt worden, waardoor de grond minder snel uitdroogt.
Voor het verwijderen van dode bladeren en gemaaid gras wordt steeds vaker een bladblazer gebruikt. De geluidsoverlast daarvan is een bron van ergernis voor de omgeving. De hark is een stil en efficiënt middel waarmee een gazon of perk bladvrij gemaakt kan worden.

## Grashark
Ook is er een handhooihark, waarvan de tanden meestal van hout gemaakt zijn. Deze hark werd vroeger gebruikt voor het wiersen (op een rij harken) van het hooi. Tegenwoordig is de hark gemaakt van plastic. Er zijn nog boeren die de hark gebruiken om het gras dat niet bereikbaar is voor een mechanische hark mee te harken.

## Hark (trekker)

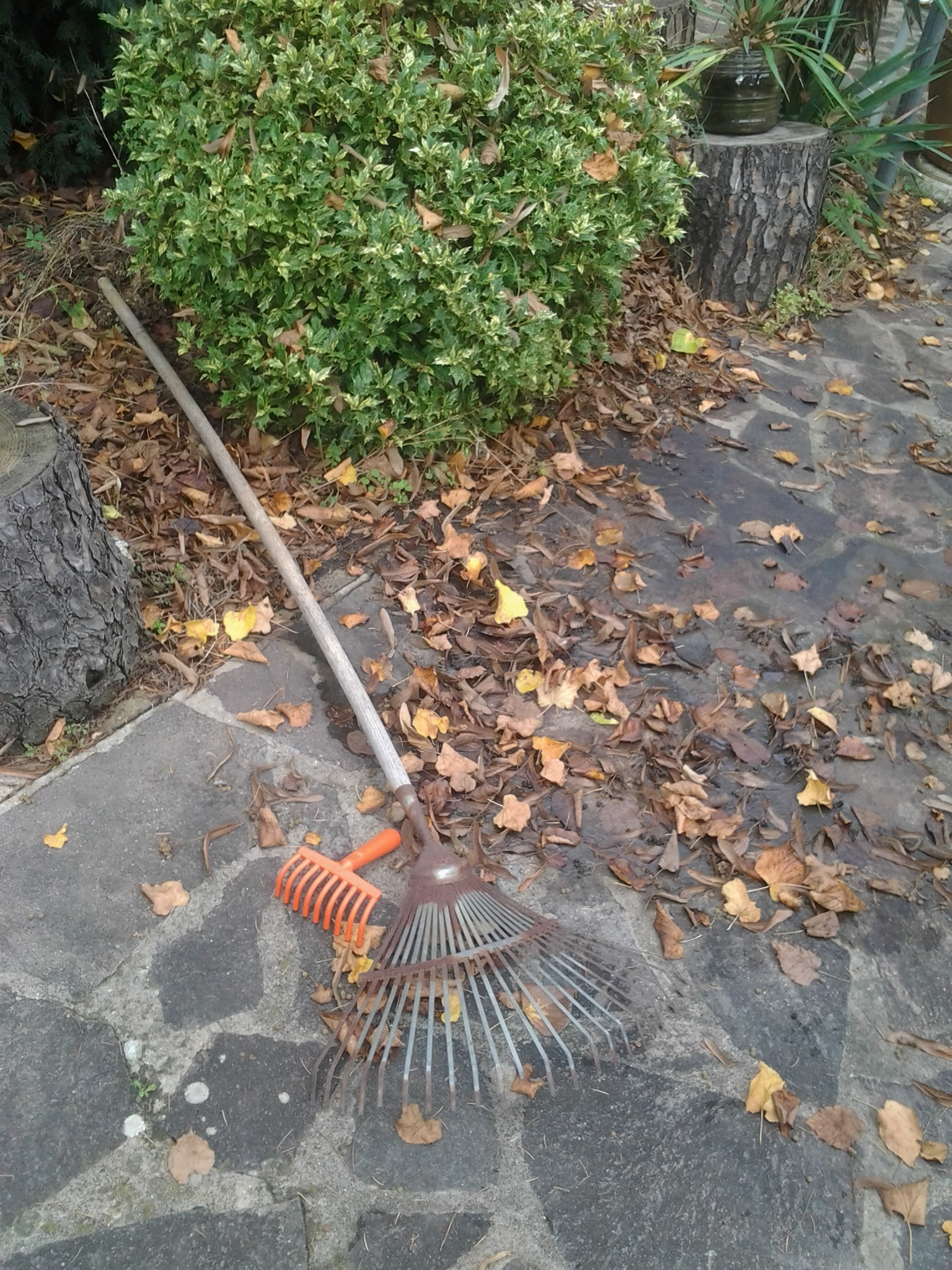
olijvenharkje; bladhark

Voor het wiersen van gras, hooi of stro gebruikt men tegenwoordig een hark voor achter de trekker. Er zijn verschillende soorten harken.
1. trommelschudder: met een trommelschudder kun je ook wiersen, alleen neem je dan geen grote breedte mee.
2. Acrobaat: een rij tanden die aan een wiel zitten. Hiervan staan er een aantal op een rij, ze harken alles een kant op.
3. Enkele hark: Dit is een hark die ronddraait. Hieraan zitten armen, dus die draaien ook rond. Hier zijn tanden op aangesloten, deze tanden harken dan alles bij elkaar. Werkbreedte: 3 - 4,6 m.
4. Dubbele hark: Dit is een machine waar het mechanisme van twee enkele harken in zit verwerkt. Een gewoon, de andere gespiegeld. Hierdoor wordt van twee kanten naar elkaar toe geharkt tot een wiers. Werkbreedte: 6 – 9 m
5. Dubbele hark enkele afleg: 2 enkele harken achter elkaar, waardoor in een werkgang meer tegelijk kan worden gewierst. Werkbreedte: 6 - 8,5 m
6. Quadro hark: Dit is een machine waar het mechanisme van vier enkele harken in zit verwerkt. Twee gewone, de andere gespiegeld. Hierdoor wordt van twee kanten naar elkaar toe geharkt tot een wiers. Werkbreedte: 15 m

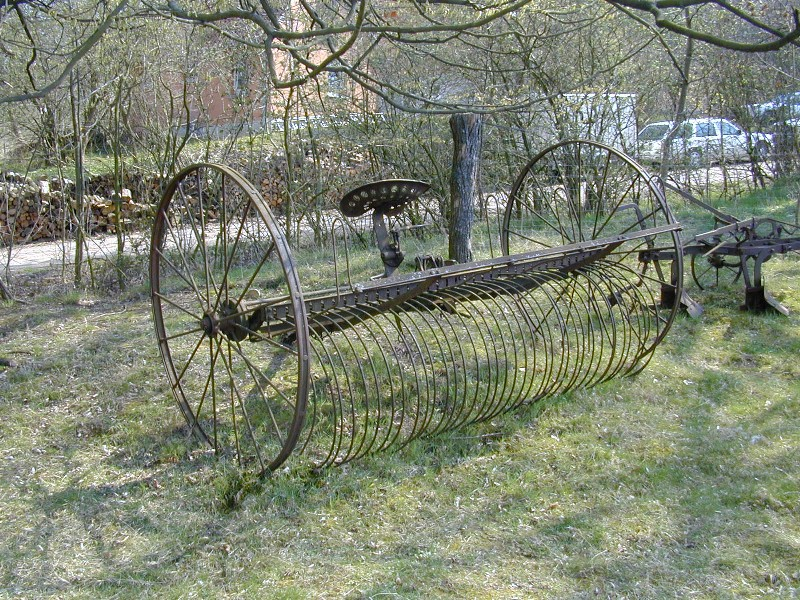
Ouderwetse hooihark
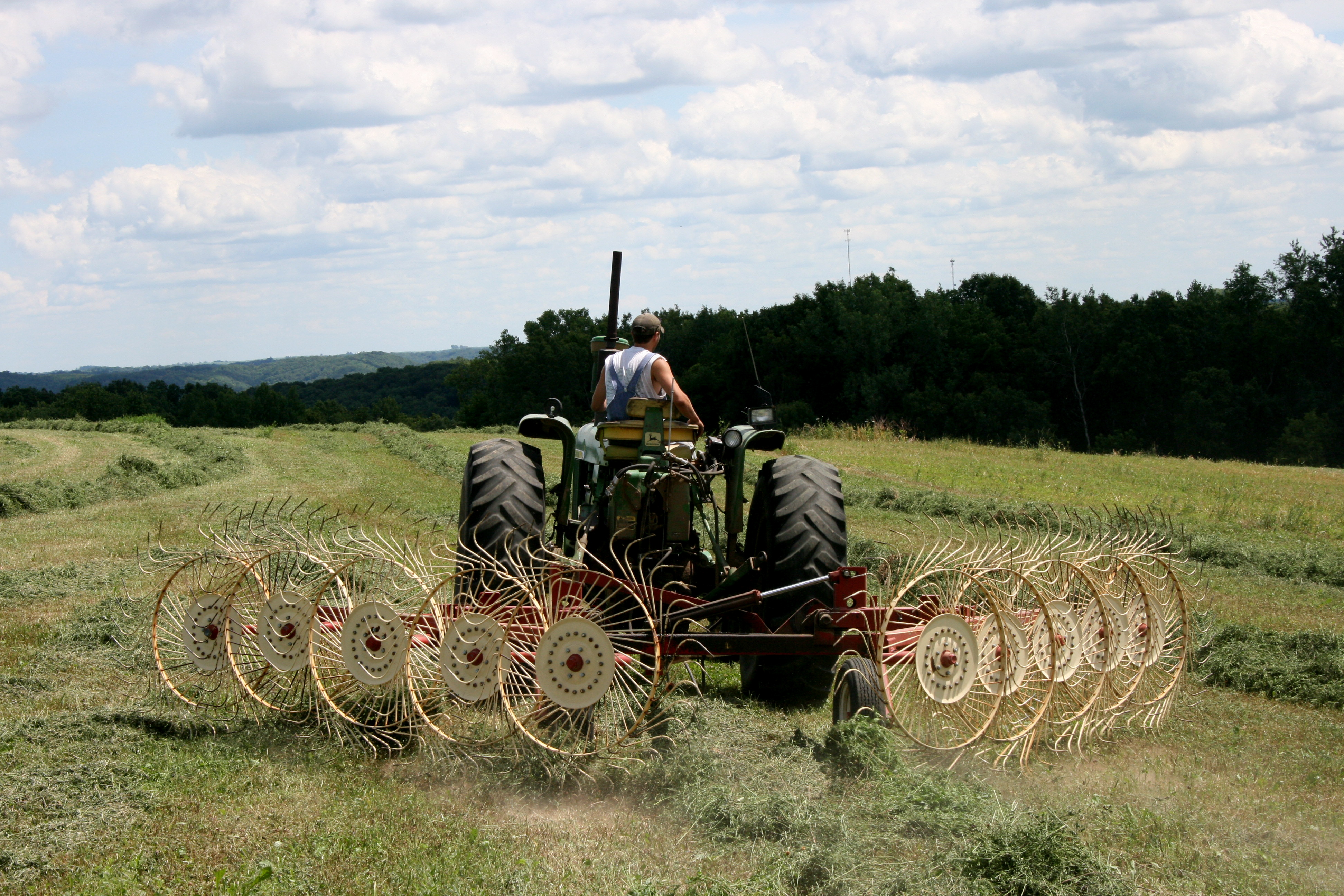
Dubbele acrobaat
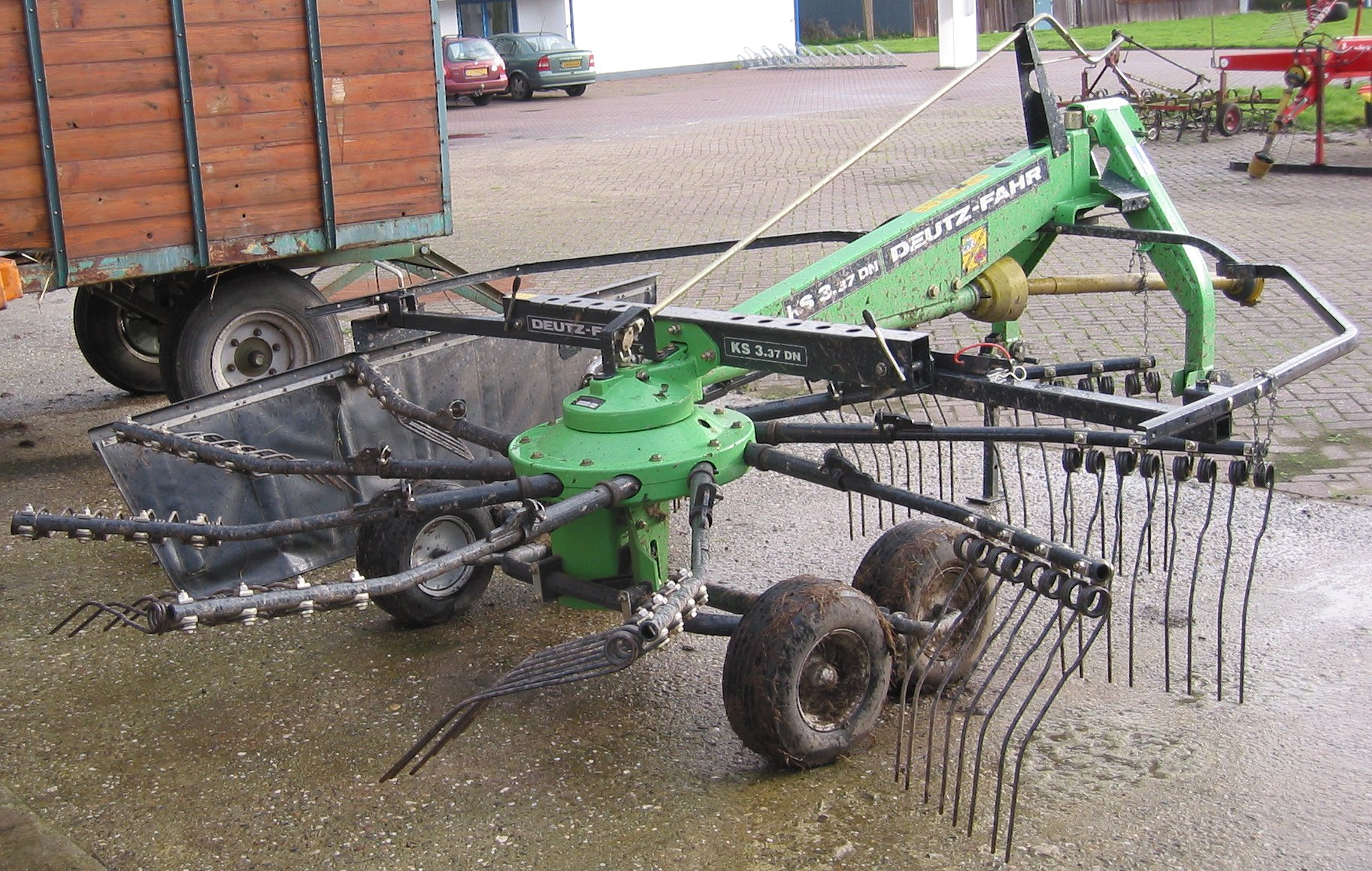
Enkele hark
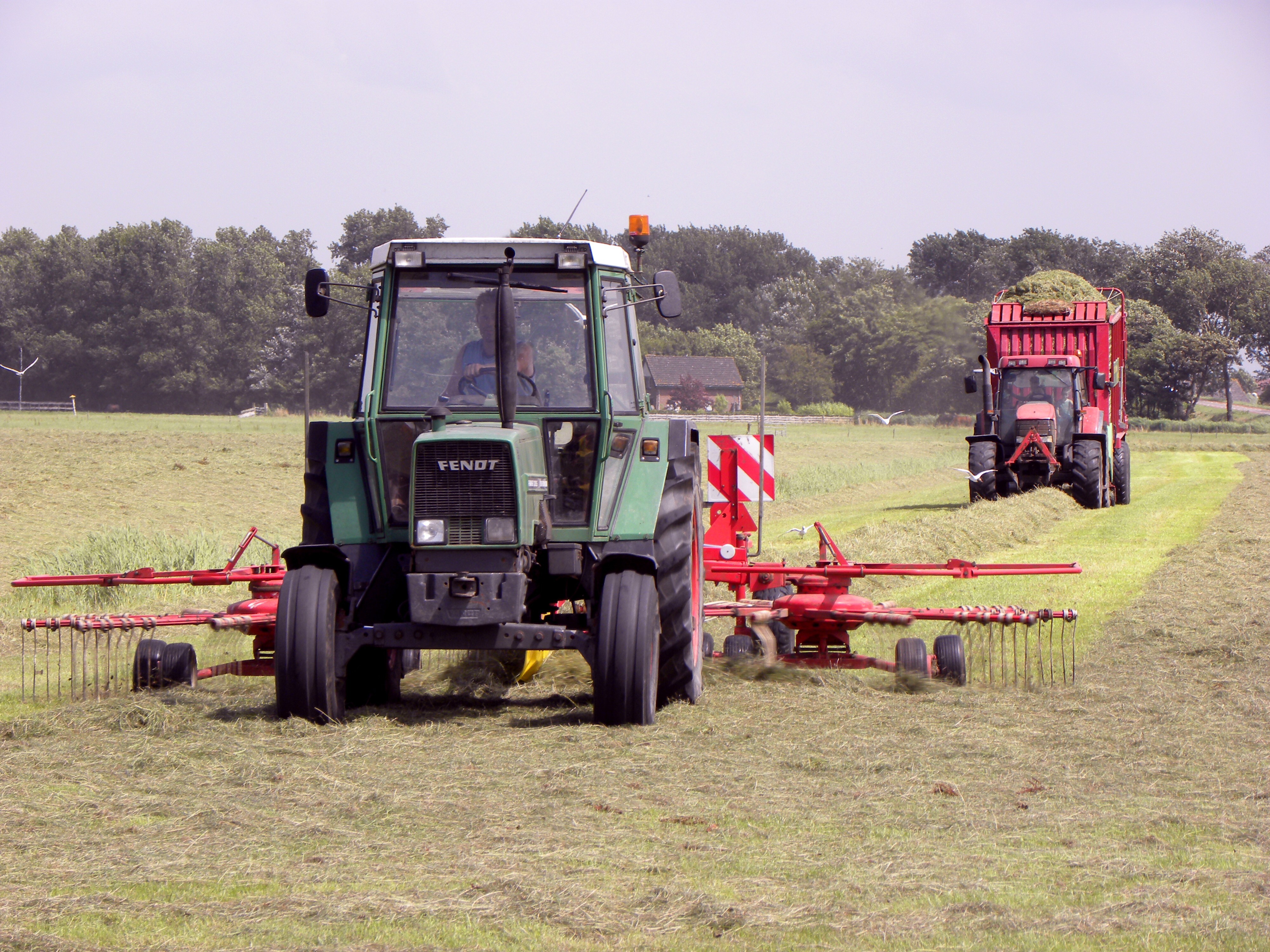
Dubbele hark (met daarachter een trekker met opraapwagen
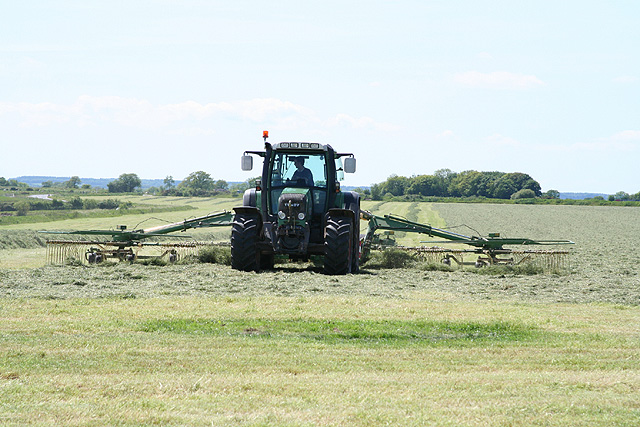
Hark met vier enkele harken

## Casino

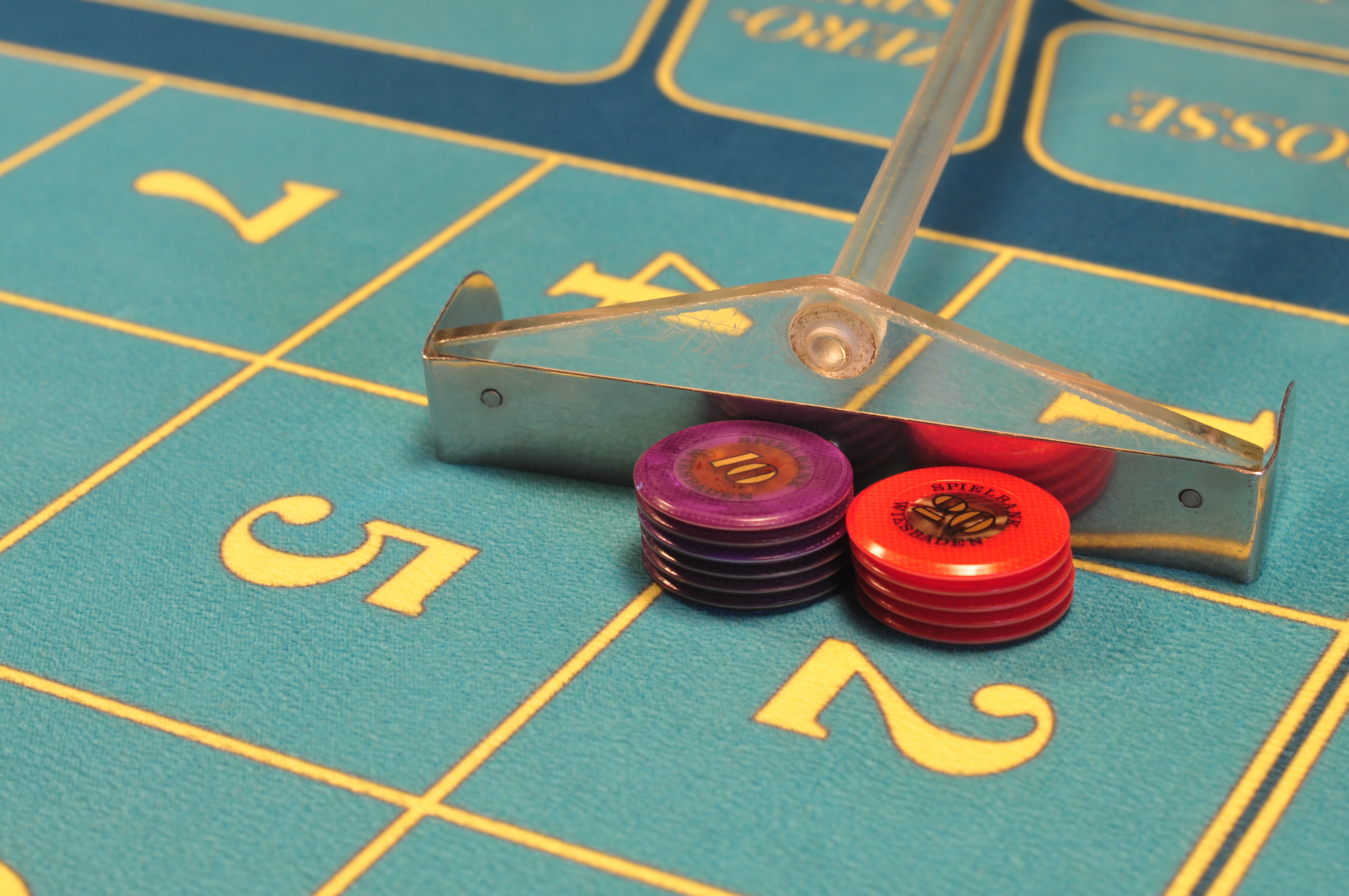
Met de hark worden fiches op de roulettetafel verplaatst.

In een casino wordt een soortgelijk voorwerp door een croupier gebruikt om de verliezende inzetten naar zich toe te halen en om de winsten naar de winnaars te schuiven. Ook dit wordt een hark genoemd.

## Taalgebruik
De uitdrukking "iets oprakelen", in de betekenis: iets noemen wat anderen liever niet horen, een oud twistpunt noemen, vindt hier zijn oorsprong en betekent letterlijk "opharken". Het woord "hark" wordt ook wel gebruikt om een stijf, houterig persoon aan te duiden.